# Marduk
Marduk (en accadi AMAR.UTU, a la Bíblia Merodach מְרֹדַךְ) fou la deïtat tutelar de Babilònia.
Entre els primers mesopotàmics no era un déu principal. Quan Babilònia es convertí en la capital de Mesopotàmia, la deïtat patrona de Babilònia fou elevada a nivell de déu suprem. Per a explicar com Marduk va arribar al poder es va escriure l'Enuma Elix, que conta la història del naixement de Marduk, les seves gestes heroiques, i com va arribar a convertir-se en el senyor dels déus. Això es pot veure com una forma d'apologies mesopotàmiques.
Durant el període hammurabi, Marduk va ser associat astrològicament amb el planeta Júpiter.

## Etimologia
El nom Marduk era probablement pronunciat Marutuk. L'etimologia del nom Marduk es conjectura com un derivat d'amar-Utu ("fill immortal d'Utu" o "vedell de bou del déu solar Utu"). L'origen del nom Marduk podria reflectir-se en una genealogia anterior, o haver tingut vincles culturals amb l'antiga ciutat de Sippar (el déu de la qual era Utu), que data del tercer mil·lenni aC.

## Característiques
Segons l'Enuma Elix, Marduk era el déu de la tempesta que va destruir Tiamat i Kingu, els dracs del caos, adquirint així el poder suprem. Reconegut com a creador de l'univers i de la humanitat, déu de la llum i del foc, i com a amo del destí, va adquirir tanta importància que va rebre cinquanta títols de glòria. Més tard se'l va anomenar simplement Baal, que significa "Senyor".